# 1° Corpo d'armata tedesco-olandese
Il 1(GE/NL)Corps ("1º Corpo d'armata tedesco-olandese" o 1 GNC) è una formazione militare multinazionale (uno dei 9 Enti militari multinazionali NATO in Europa) composta sia da unità dell'esercito reale olandese che dell'esercito tedesco. Il quartier generale del corpo partecipa anche alle esercitazioni della NATO Response Force. Si trova a Münster, Germania, nell'ex quartier generale del 1º Corpo dell'esercito tedesco. Il corpo ha responsabilità operative nazionali e multinazionali.
Grazie al suo ruolo di quartier generale delle forze ad alta prontezza della NATO, a Münster sono di stanza anche soldati di altri Stati membri della NATO: Stati Uniti, Norvegia, Spagna, Italia (10 uomini al 2017), Regno Unito, Francia, Grecia, Turchia, Repubblica Ceca e Belgio.

## Costituzione
Il Corpo d'Armata nasce nel 1995 dalle ceneri del 1º Corpo tedesco e del 1º Corpo olandese, sulla base di un accordo tra i ministeri della difesa di Germania e Paesi Bassi, firmato nel 1991. L'accordo prevedeva che i due Paesi avrebbero composto l'unità su basi uguali, fornendo le necessarie capacità. Nel 2002 il Corpo ha raggiunto la full operational capability (FOC, piena capacità operativa) e nello stesso anno è stato firmato un memorandum che ha trasformato l'unità da binazionale a multinazionale.
L'unità è stata schierata per la prima volta al pieno delle proprie capacità in Afghanistan nel 2003, dove ha fornito per sei mesi lo Staff Comando dell'ISAF, e di nuovo in altri due turni, nel 2009 e nel 2013. Ha costituito la componente terrestre della NATO Response Force nel 2005, nel 2008, nel 2015 e nel 2019.
Il Corpo può gestire ed impiegare unità terrestri, marittime ed aeree fino a 60.000 unità.

## Compiti
Il Corpo d'Armata ha tra i suoi compiti quello della difesa collettiva delle nazioni Alleate ex art.5 Patto NATO, conduzione di operazioni di mantenimento della pace, operazioni sotto l'egida ONU, umanitarie e di assistenza in disastri naturali.